# Sampigny-lès-Maranges
Sampigny-lès-Maranges là một xã trong tỉnh Saône-et-Loire, thuộc vùng Bourgogne-Franche-Comté của nước Pháp, có dân số là 155 người (thời điểm 1999). Xã nằm cách Santenay khoảng 2,5 km và nổi tiếng vì rượu vang ở đây.

## Nhân khẩu học
| 1962 | 1968 | 1975 | 1982 | 1990 | 1999 |
| ---- | ---- | ---- | ---- | ---- | ---- |
| 145  | 169  | 158  | 152  | 160  | 155  |